# Ловушка (фильм, 2011)
«Лову́шка» (англ. The Resident) — триллер 2011 года режиссёра Антти Йокинена с Хилари Суонк и Джеффри Дин Морганом в главных ролях.

## Сюжет
Джульет Деверо, врач приёмного отделения, снимает квартиру в Нью-Йорке у некоего Макса. Совсем недавно она подала на развод с мужем по имени Джек, после того как застала его с любовницей. Однако, несмотря на предательство, Джульет всё ещё испытывает к нему чувства. Она не подозревает, что за ней ведётся слежка: кто-то наблюдает за ней из окна соседнего дома, а затем и вовсе начинает проникать в её квартиру.
На одной из вечеринок Джульет случайно сталкивается с Максом и начинает с ним флиртовать. Они вместе идут домой, и в это время за ними издалека наблюдает Джек. По пути Джульет импульсивно целует Макса, но, смутившись, быстро отстраняется, осознав, что поступила опрометчиво. Позже она соглашается сходить с ним на свидание. В ретроспективной сцене зрителю открывается, что именно Макс — тот самый преследователь. Он тайно перестроил её квартиру, оснастив её скрытыми проходами и двусторонним зеркалом, через которое может беспрепятственно за ней наблюдать.
Позже, когда Джульет и Макс оказываются в одной постели, она внезапно останавливает его, признаваясь, что не может перестать думать о Джеке. Осознав, что всё происходящее — ошибка, вызванная её эмоциональным состоянием, она разрывает романтические отношения с Максом. Тем не менее, тот продолжает следить за ней и, пользуясь её отсутствием, совершает тревожные поступки в её квартире: мастурбирует в её ванне, чистит зубы её щёткой. Он даже наблюдает за интимной сценой между Джульет и Джеком. Вскоре Макс начинает подсыпать наркотики в вино Джульет, чтобы иметь возможность приближаться к ней, когда она теряет сознание.
После того как Джульет трижды просыпается позже обычного за короткий срок, в ней просыпается подозрение, что её, возможно, усыпляют. Она устанавливает в квартире камеры наблюдения.
После одного из свиданий с Джульет Макс нападает на Джека и серьёзно его ранит. В ту же ночь он снова подмешивает наркотик в вино Джульет и пытается изнасиловать её во сне. Однако она просыпается, и ему приходится сбежать, оставив на полу колпачок от шприца. Утром она находит его и, придя на работу, сдаёт кровь и мочу на анализ. Результаты показывают высокое содержание Демерола и других препаратов. Потрясённая, она мчится домой и обнаруживает вещи Джека, но самого его нигде нет. Одежда, которую она точно не оставляла в определённом месте, вдруг оказывается там. Проверив записи с камер, она видит, как Макс её насилует.
Вскоре Макс вновь появляется в квартире и уговаривает её выпить вина. Получив отказ, он нападает на неё и вводит инъекцию. Джульет удаётся вырваться, она запирается в ванной, но Макс пробирается туда через потайной проход за зеркалом и утаскивает её в скрытый коридор. Пытаясь спрятаться, Джульет натыкается на мёртвое тело Джека: оказывается, Макс убил его. Это открытие вызывает в ней отчаянное сопротивление. Вооружившись строительным пистолетом, она несколько раз стреляет в Макса, а затем убивает его выстрелом в голову и сбегает.
Так заканчивается история, в которой женщина, подвергшаяся жестокому вторжению в личное пространство и предательству, находит в себе силы противостоять страху и восстановить контроль над собственной жизнью.

## В ролях
| Актёр               | Роль                    |
| ------------------- | ----------------------- |
| Хилари Суонк        | доктор Жульет Деверо    |
| Джеффри Дин Морган  | Макс                    |
| Ли Пейс             | Джек                    |
| Кристофер Ли        | Август                  |
| Онжаню Эллис        | Сидни                   |
| Шон Розалес         | Карлос                  |
| Дебора Мартинес     | миссис Портс            |
| Шейла Айви Трейстер | медсестра скорой помощи |
| Майкл Шауэрс        | врач скорой помощи      |
| Нана Визитор        | агент недвижимости      |
| Аррон Шивер         | архитектор              |
| Майкл Бадалукко     | прохожий                |
| Майкл Масси         | охранник                |
| Пенни Бальфур       | наркоманка              |